# SsS (Statistiksoftware)
SsS ist ein deutsches Softwarepaket, das die wichtigsten univariaten statistischen Testverfahren anbietet. Das kommerzielle Programm wird vor allem zur Untersuchung naturwissenschaftlicher Fragestellungen im Hochschulbereich eingesetzt.

## Geschichte
Die Ursprünge des Programms reichen bis ins Jahr 1989 zurück, als erste Verfahren zur statistischen Auswertung von Messwerten auf Commodore-Rechnern entstanden. Im Juli 1998 wurden 13 Testverfahren, die in den damals vorhandenen Softwarepaketen meist fehlten, als SsS 1.0 von der Firma Rubisoft GmbH auf den Markt gebracht. Es war als Ergänzung zu vorhandener Statistiksoftware gedacht. Auf wiederholten Benutzerwunsch hin wurde das Programmpaket seither stark erweitert, so dass die Version 2.0, die im September 2009 erschien, die wichtigsten univariaten Verfahren abdeckt und auch einige Ergebnisse grafisch darstellt.

## Funktionsumfang
Neben vielen parametrischen und nichtparametrischen Standardtests mit ein- und zweiseitiger Fragestellung bietet SsS einige sonst nur schwer zu findende Verfahren wie:
- D’Agostino-Pearson K²-Test auf Normalverteilung
- Box-Cox-Transformation
- verschiedene Tests auf Ausreißer
- Test, ob die Anfangsziffern einer Stichprobe dem Benfordschen Gesetz gehorchen
- Wilcoxon-Test für eine Stichprobe (als Spezialfall des Wilcoxon-Tests für zwei gepaarte Stichproben)
- robuster Rangtest
- Randomisierungstests mit verschiedenen Prüfgrößen
- Post-hoc-Tests nach ANOVAs, Kruskal-Wallis-Test, Friedman-Test und Cochrans Q-Test
- biseriale Rangkorrelation
- Matrizenkorrelation
- Vergleich zweier linearer Regressionsgeraden
- Geometric Mean Regression
- Median-Regression
- Histogramm

Dabei wurde stets auf eine intuitive Bedienbarkeit geachtet. Das Programm formuliert auf Wunsch zu allen Verfahren die entsprechenden Hypothesen, testet die notwendigen Voraussetzungen, gibt die jeweilige Stichprobengröße an und kommentiert die Ergebnisse. Sofern es mit vertretbarem Zeitaufwand möglich ist, werden exakte Irrtumswahrscheinlichkeiten angegeben.